# IV. třída okresu Chomutov
IV. třída okresu Chomutov tvořila společně s ostatními skupinami čtvrté třídy nejnižší (desátou nejvyšší) fotbalovou soutěž v České republice. Byla řízena Okresním fotbalovým svazem Chomutov. Hrála se každý rok od léta do jara se zimní přestávkou.

## Vítězové

### IV. třída okresu Teplice
| Ročník    | Vítězný tým       |
| --------- | ----------------- |
| 2003/2004 | 1. FC Spořice „B“ |
| 2004/05   | soutěž zrušena    |